# Premis Nacionals de Cultura
De Premis Nacionals de Cultura (Nationale Cultuurprijzen) zijn een van de hoogste onderscheidingen die de Catalaanse regering toekent aan personen, groeperingen of instituties die bijgedragen hebben tot de uitstraling van de Catalaanse cultuur, met initiatieven die in het jaar voorafgaand aan de prijsuitreiking door hun uitmuntendheid, innovatief karakter en weerklank in de media bekend geworden zijn.

## Ontstaansgeschiedenis
Na de Spaanse democratische overgang en het begin van de rehabilitatie van de Catalaanse taal en cultuur, ontstonden er geleidelijk een hele reeks culturele prijzen onder de meest uiteenlopende benamingen. Een variërende reeks prijzen onder naam premi nacional de… (de sociale promotie van het Catalaans, van de volkscultuur, van het theater…) werd door de Catalaanse regering sedert 1995 ingesteld, als een voortzetting van de traditie tijdens de Tweede Spaanse Republiek die door de franquistische staatsgreep van 1939 onderbroken was. Er ontstond een zekere wildgroei met meer dan zestien prijzen, en in 2013 besloot de regering werd het aantal prijzen in 2013 tot tien te reduceren, met een maximum aan prijsgeld van 15.000 euro per laureaat, en met een uniforme naam Premi Nacional de Cultura. Het reglement werd per decreet vastgelegd.
De kandidaten worden geselecteerd door de Nationale Raad voor Cultuur en Kunsten (Conca). De leden van de Conca, de prijsdragers van vorige jaren, de leden van de jury en de culturele verenigingen kunnen kandidaten voorstellen. Het decreet vraagt bovendien een bijzondere aandacht voor kunstwerken in het Catalaans, het Occitaans en het Aranees.
In 2014 werd de Catalaanse Amical Wikimedia (opgericht in 2008 en in 2013 officieel erkend door de stichting Wikimedia) met de prijs bekroond.

## Enkele laureaten
- Amical Wikimedia
- Centre de Lectura
- Guillem Cifré (1952-2014)
- Cobla La Principal de la Bisbal
- Isabel Coixet i Castillo
- Joan Massagué i Solé
- Josep Massot i Muntaner (1941)
- Pepa Plana
- Plataforma per la Llengua
- Salvador Dalí Museum
- Vicenç Pagès i Jordà